# Alina (geslacht)
Alina is een geslacht van vlinders van de familie spinneruilen (Erebidae), uit de onderfamilie Lymantriinae.

## Soorten
- A. dujardini Griveaud, 1977
- A. mniara (Collenette, 1936)
- A. ochroderoea (Mabille, 1897)
- A. virida Griveaud, 1977
- A. volana Griveaud, 1976